# John Power (malarz)
John Joseph Wardell Power (ur. 12 października 1881 w Sydney, zm. 1 sierpnia 1943 na wyspie Jersey) – australijski lekarz i malarz modernistyczny.
W 1905 roku ukończył studia medyczne na Uniwersytecie Sydney. W 1906 odziedziczył spadek po zmarłym ojcu i po zdaniu egzaminu został członkiem Royal College of Surgeons. Praktykę lekarską porzucił po I wojnie światowej i rozpoczął studia artystyczne w Paryżu. Power był pierwszym urodzonym w Australii artystą, który zbadał formalne i przestrzenne możliwości kubizmu. Jego obrazy przywołują na myśl nowoczesność lat dwudziestych, zamiłowanie do muzyki i poczucie dobrej zabawy. Zmarł na raka 1 sierpnia 1943 roku na wyspie Jersey.
Testament Powera sporządzony we wrześniu 1939 roku, stanowił, że po śmierci żony większa część majątku przekazana zostanie Uniwersytetowi w Sydney w celu udostępnienia mieszkańcom Australii najnowszych idei i teorii sztuk plastycznych za pomocą wykładów i programów nauczania oraz poprzez zakupy dzieł sztuki współczesnej.
Wartość zapisu, gdy została nabyta w 1961 r., Oszacowano na około A2 mln GBP. W jej ramach uczelnia utworzyła Instytut Sztuk Pięknych Energetyki, w skład którego wchodzą wydział dydaktyczny, galeria sztuki współczesnej oraz biblioteka naukowa. Żona Powera, Edith Mary James, zmarła 6 października 1961 roku i majątek szacowany na 2 miliony funtów oraz większość obrazów przeszły na własność Uniwersytetu. Od listopada 1991 roku zbiory zostały udostępnione w Muzeum Sztuki Współczesnej w Sydney.